# Komet Schwassmann-Wachmann 2
Komet Schwassmann-Wachmann 2 (uradna oznaka je 31P/Schwassmann-Wachmann ) je periodični komet z obhodno dobo okoli 8,7 let. Pripada Jupitrovi družini kometov.

## Odkritje
Komet sta odkrila 17. januarja 1929 nemška astronoma Friedrich Karl Arnold Schwassmann  (1870 – 1964) in Arthur Arno Wachmann (1902 – 1990) 